# 김인철 (1971년)
김인철(金寅哲, 1971년 5월 22일 ~ )은 전 KBO 리그 삼성 라이온즈, 롯데 자이언츠,  KIA 타이거즈, 한화 이글스의 선수이며 1992년 규정이닝을 채우면서 8승(6선발승)을 거뒀으나 김성근 감독이 김상엽 유명선 이태일만으로는 벅찬 경기일정을 소화하기 위해 본인과 손영철 박용준 등을 짜깁기로 투입시켜야 했고 급기야 같은 해 최다 사사구 타이틀 불명예를 안았으며 그 이후 어깨부상 때문에 고생했다가(1993년에는 방위복무 때문에 경기 출전 없음) 2000년 타자로 전향했는데 원래 유격수였으나 프로 입단 후  투수로 포지션을 변경하기도 했다.
한편,  2017년부터 현역 마지막 생활을 보낸 한화 이글스의 연고지역 야구부인 청주고 야구부 감독을 맡고 있는데  삼성에서 한솥밥을 먹었으며 2014년부터  2015년까지 경주고등학교 투수코치를 역임했으나 그 이후 대구-경북 이외의 타 지역을 떠돌던  신성필을 투수코치로 영입시켰지만 2022년부터 고향인 대구 상원고 투수코치로 자리를 옮겼다.

## 출신학교
- 포항초등학교
- 포항제철중학교
- 포항제철공업고등학교